# Ferrari 712 CanAm

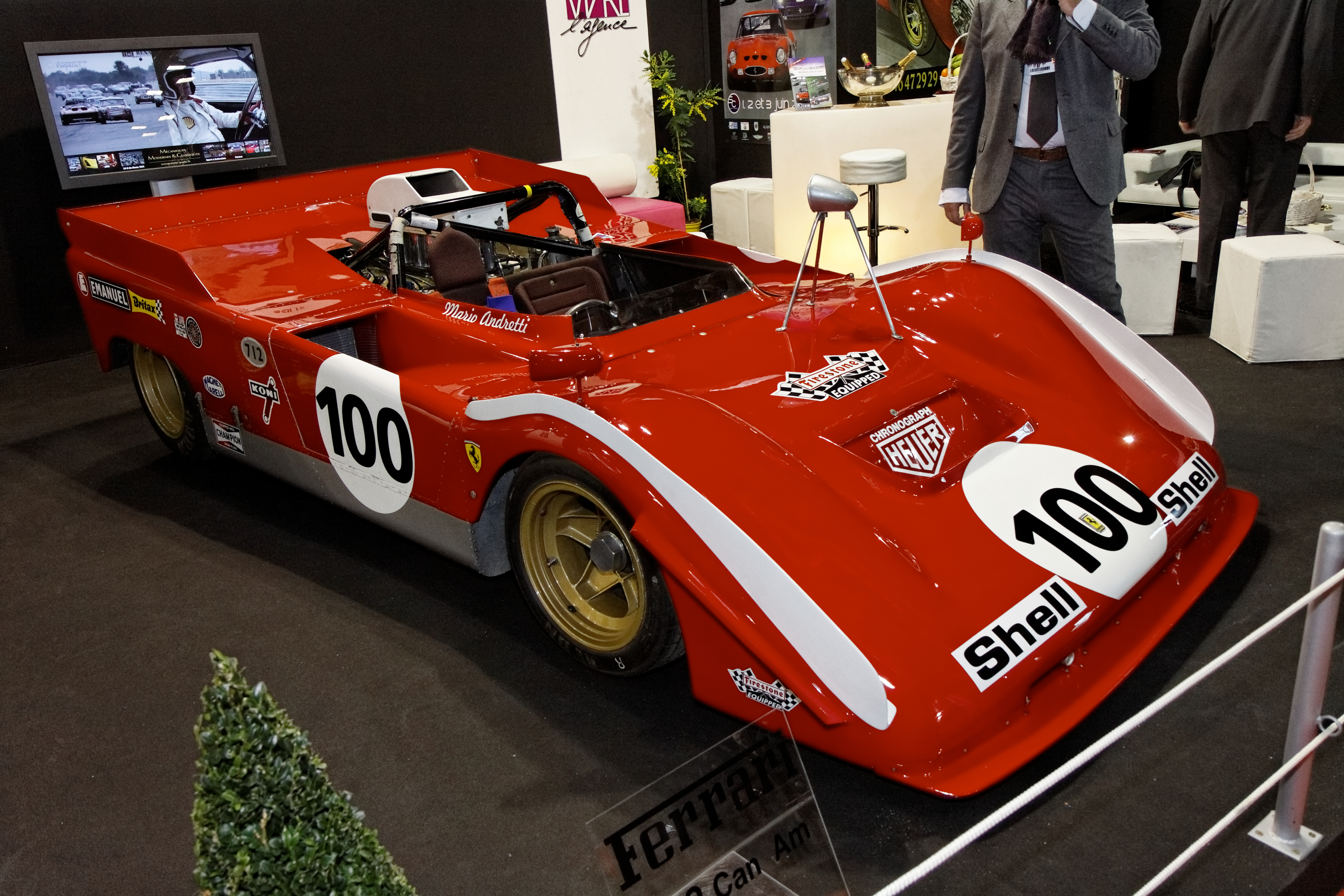
Ferrari 712 CanAm

Der Ferrari 712 CanAm war ein CanAm-Prototyp von Ferrari, der von 1970 bis 1974 bei Sportwagenrennen zum Einsatz kam.

## Entwicklungsgeschichte
Der Ferrari 712 CanAm war das Nachfolgemodell des Ferrari 612 CanAm und basierte auf dem Ferrari 512S mit der Chassisnummer 1010. Das Fahrgestell hatte bereits eine wechselvolle Geschichte hinter sich und bekam eine neue, offene Karosserie. Der 7-Liter-V12-Motor war erstmals Ende 1969 im 612 CanAm eingesetzt worden; er leistete 500 kW (680 hp) bei 7000/min.

## Renngeschichte
Der Prototyp gab 1971 sein Debüt für die Scuderia beim 300-km-Rennen von Imola, welches Arturo Merzario gewann. Dann kam er in einem CanAm-Rennen in Watkins Glen zum Einsatz. Gefahren wurde er von Mario Andretti, der im Rennen Vierter wurde. Die CanAm-Einsätze wurden vom North American Racing Team von Luigi Chinetti abgewickelt, der 1972 den Franzosen Jean-Pierre Jarier verpflichtete. Jarier bestritt 1972 die Rennen in Watkins Glen und Road Atlanta. 1974 fuhr Brian Redman den Wagen. Danach wurde das Auto verkauft. 2005 wurde der Rennwagen beim AvD-Oldtimer-Grand-Prix am Nürburgring im historischen Motorsport gefahren.
Die Einsätze des 712 waren rar.